# Bestenliste britischer Triathleten auf der Ironman-Distanz

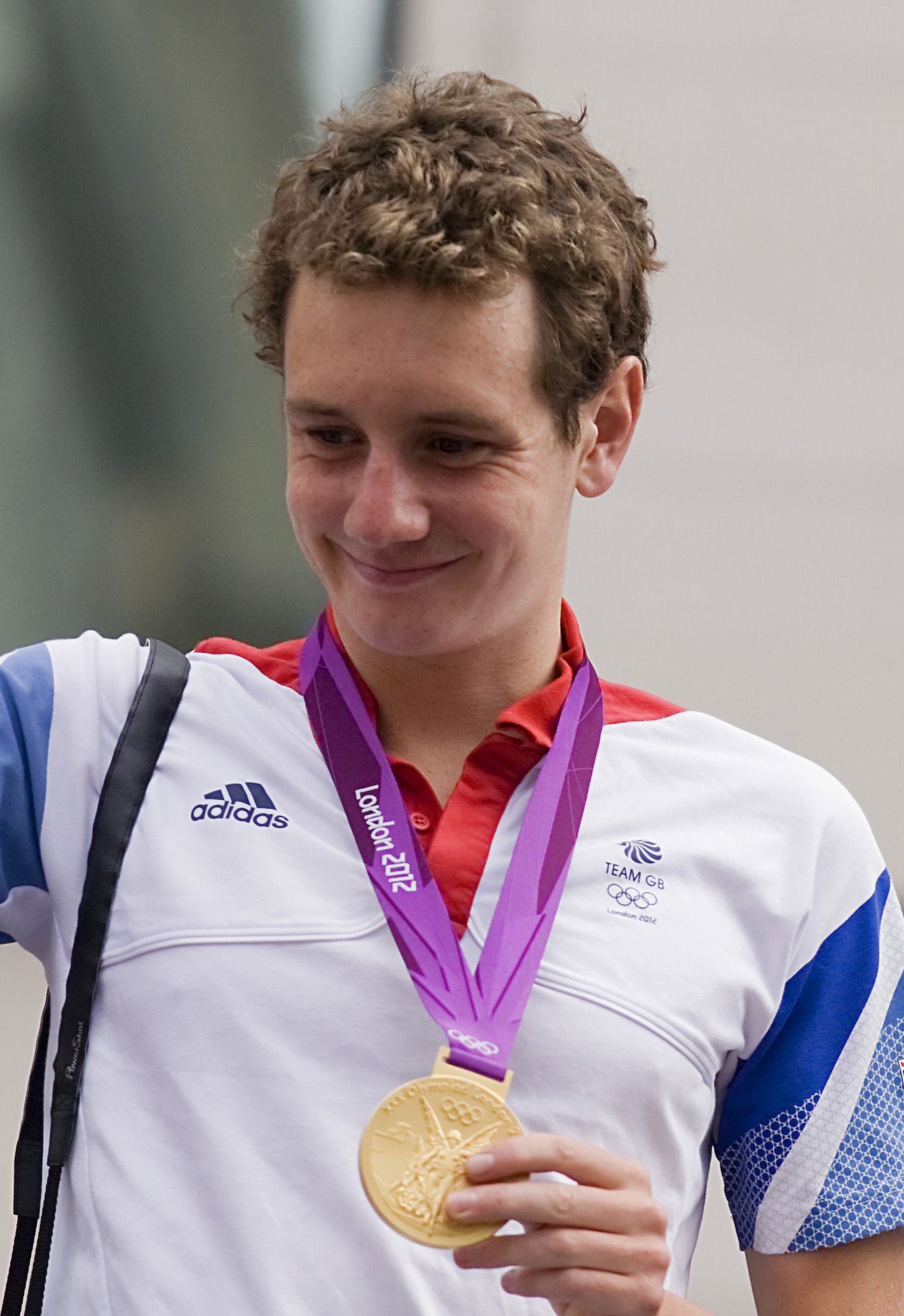
Alistair Brownlee als Olympiasieger, 2012

Die Bestenliste britischer Triathleten auf der Ironman-Distanz umfasst alle Zeiten, die weltweit von Männern aus dem Vereinigten Königreich bei einem Triathlon über die Langdistanz bzw. Ironman-Distanz (3,86 km Schwimmen, 180,2 km Radfahren und 42,2 km Laufen) erzielt wurden. (Stand: 07. Juli 2025)

## Kriterien für die Bestzeiten
Jeder Athlet wird hier mit seiner persönlichen Bestzeit angeführt.
Berücksichtigt wurden Zeiten von Amateuren und Profis unter 8:00 Stunden seit Oktober 1982. Wettkämpfe, bei denen witterungsbedingt nur ein Duathlon ausgetragen wurde, oder Teildistanzen stark verkürzt wurden, finden keine Berücksichtigung.
Eine offizielle Vermessung der Strecken, wie in der Leichtathletik mit dem Jones-Counter, erfolgt im Triathlon bis jetzt nicht. Die Rennen sind deshalb aufgrund einer nicht ganz genauen Länge nur begrenzt bzw. eingeschränkt vergleichbar. Auch die Zeiten bei ein und demselben Wettkampf, wie auch auf Hawaii, sind durch Streckenänderungen, Baustellen, Beschaffenheit oder Veränderung des Straßenbelags, Verlegungen und Veränderungen der Wechselzonen sowie Strömungen, Windverhältnisse und Temperaturunterschiede nicht vergleichbar. Bei den hier aufgeführten Zeiten handelt es sich um Ergebnisse, die bei Wettkämpfen mit offiziellem Windschattenverbot erzielt worden sind. Die offiziellen Verbände ITU und ETU führen keine Rekorde oder Bestenlisten.

## Liste
| Platz | Name              | Jahr | Zeit    | Veranstaltung              | Bemerkung / Titel | Quelle |
| ----- | ----------------- | ---- | ------- | -------------------------- | --- | ------ |
| 1     | Kieran Lindars    | 2024 | 7:32:14 | Ironman Germany            | EM Langdistanz 2022 | [ 1 ]  |
| 2     | Thomas Bishop     | 2024 | 7:37:54 | Challenge Roth             | | [ 2 ]  |
| 3     | Alistair Brownlee | 2022 | 7:38:48 | Ironman Sweden             | Sieger Olympische Spiele 2012, 2016, WM Aquathlon 2016 WM Triathlon Kurzdistanz 2009, 2011, EM Kurzdistanz 2010, 2011, 2014, 2019 | [ 3 ]  |
| 4     | Tim Don           | 2017 | 7:40:23 | Ironman Brasil             | | [ 4 ]  |
| 5     | Joe Skipper       | 2021 | 7:41:07 | Ironman Switzerland        | GBR Triathlon Mitteldistanz 2011                                                                                                  | [ 5 ]  |
| 6     | David McNamee     | 2023 | 7:43:15 | Ironman Italy              | Erste Medaillen (Bronze) für das Vereinigte Königreich beim Ironman Hawaii (2017 und 2018)                                        | [ 6 ]  |
| 7     | Joshua Lewis      | 2024 | 7:47:29 | Challenge Almere-Amsterdam | | [ 7 ]  |
| 8     | George Goodwin    | 2024 | 7:47:58 | Ironman Barcelona          | | [ 8 ]  |
| 9     | Zack Cooper       | 2025 | 7:48:17 | Challenge Roth             | |        |
| 10    | Thomas Davis      | 2023 | 7:49:32 | Ironman Hamburg            | |        |
| 11    | Kieran Lindars    | 2024 | 7:51:55 | Ironman Hawaii             | | [ 9 ]  |
| 12    | Ben Akin          | 2024 | 7:53:08 | Ironman Barcelona          | |        |
| 13    | Sam Proctor       | 2023 | 7:55:16 | Ironman Hamburg            | | [ 10 ] |
| 14    | Will Crudgington  | 2023 | 7:57:40 | Challenge Roth             | | [ 11 ] |
| 15    | David McNamee     | 2024 | 7:57:48 | Ironman Hawaii             | | [ 12 ] |
| 16    | Will Clarke       | 2017 | 7:59:02 | Ironman Texas              | WM U23 Triathlon 2006 GBR Triathlon 2008, 2009                                                                                    |        |

(WM = Weltmeister, GBR = Britischer Meister)